# Reserva Extrativista de São João da Ponta
A reserva extrativista de São João da Ponta é uma unidade de conservação brasileira de uso sustentável da natureza, localizada no estado do Pará, com território distribuído pelos municípios de Curuçá, São Caetano de Odivelas e São João da Ponta.

## Histórico
São João da Ponta foi criada através de Decreto sem número emitido pela Presidência da República em 13 de dezembro de 2002, com uma área de 3 409,49 ha.